# Oenothalia olivata
Oenothalia olivata är en fjärilsart som beskrevs av W. Warren 1897. Oenothalia olivata ingår i släktet Oenothalia och familjen mätare. Inga underarter finns listade i Catalogue of Life.